# Појана (Кристинешти)
Појана (рум. Poiana) насеље је у Румунији у округу Ботошани у општини Кристинешти. Oпштина се налази на надморској висини од 224 m.

## Становништво
Према подацима из 2011. године у насељу је живело 254 становника.